# Premier League (Antigua en Barbuda)
De ABFA Premier League (vanwege sponsorbelangen ook Digicel/Observer Group Premier League) is de hoogste voetbaldivisie in Antigua en Barbuda. 
Het kampioenschap werd in 1968 opgericht door de voetbalbond van Antigua en Barbuda (ABFA). Tien clubs nemen deel in deze divisie en de landskampioen plaatst zich voor het CFU Club Championship. 